# Laguna West-Lakeside
Laguna West-Lakeside fue un lugar designado por el censo ubicado en el condado de Sacramento en el estado estadounidense de California. En el año 2000 tenía una población de 8,414 habitantes y una densidad poblacional de 1,532.4 personas por km². En 2003 Laguna West-Lakeside fue anexado a la ciudad de Elk Grove.

## Geografía
Laguna West-Lakeside se encuentra ubicada en las coordenadas 38°25′5″N 121°28′9″O / 38.41806, -121.46917. Según la Oficina del Censo, la ciudad tiene un área total de 5,8 km² (2,2 mi²), de la cual 5,5 km² (2,1 mi²) es tierra y 0,3 km² (0,1 mi²) (4.93%) es agua.

### Localidades adyacentes
El siguiente diagrama muestra a las localidades adyacentes en un radio de 16 km a la redonda de Laguna West-Lakeside.

## Demografía
Según la Oficina del Censo en 2000 los ingresos medios por hogar en la localidad eran de $76,404, y los ingresos medios por familia eran $82,992. Los hombres tenían unos ingresos medios de $56,078 frente a los $43,341 para las mujeres. La renta per cápita para la localidad era de $30,272. Alrededor del 3.8% de la población estaban por debajo del umbral de pobreza.